# Гуфран
Мечеть «Гуфра́н» (баш. «Ғофран» мәсете, от араб. غفران‎, ġufran — прощение) — мусульманская религиозная организация в Уфе (Республика Башкортостан). Располагается в Ленинском районе города на территории закрытого Мусульманского кладбища.

## История
Мусульманское кладбище на берегу реки Белой появилось в конце XIX в. и впервые было отмечено на картах 1897 г. Площадь кладбища была расширена в 1904 г., а в 1909 г. здесь появилась деревянная двухэтажная мечеть, которая стала называться Пятой соборной мечетью. Она погибла в пожаре 1960 г. и была снесена.
Новая мечеть была открыта в 1994 г. и получила название «Гуфран», что с арабского языка переводится как «прощение». Строительство мечети шло на частные средства уфимских благотворителей — концерна «Планета», «Социнвестбанка» и предприятия «Сентябрь». Архитектором мечети выступил Ильдар Сабитов. Первым имам-хатыбом мечети был Гали-хазрат Хасанов.
Ныне «Гуфран» — простая и небольшая кладбищенская мечеть, в которой проводятся погребальные обряды, празднования мусульманских праздников и др. При мечети работают воскресные детские школы по изучению Корана и основ ислама, а летом — лагерь. Пятничные молитвы синхронно переводятся с татарского языка на русский. Ко дню рождения пророка Мухаммеда в мечети проводят конкурс чтецов Корана среди детей, организовывают культурно-развлекательную программу для гостей и традиционные плов с чаепитием.
С 2008 г. имам-хатыбом мечети «Гуфран» является Нух-хазрат Хасанов, брат предыдущего имам-хатыба.
Планируется постройка минарета мечети, а позже — медресе и магазина халяльных продуктов.